# Kuta Inang
Kuta Inang is een bestuurslaag in het regentschap Simeulue van de provincie Atjeh, Indonesië. Kuta Inang telt 351 inwoners (volkstelling 2010).